# Noya (Barcelona)
Noya, algunas veces denominada Anoya, (oficialmente y en catalán, Anoia) es una comarca española situada en la provincia de Barcelona, comunidad autónoma de Cataluña. Limita con las comarcas del Bajo Llobregat, Bages y el Alto Panadés todas ellas de la provincia de Barcelona. Con el Alto Campo y la Cuenca de Barberá todas de la provincia de Tarragona. Y con la Segarra y el Solsonés todas de la provincia de Lérida. Su capital es la ciudad de Igualada (Barcelona).

## Geografía

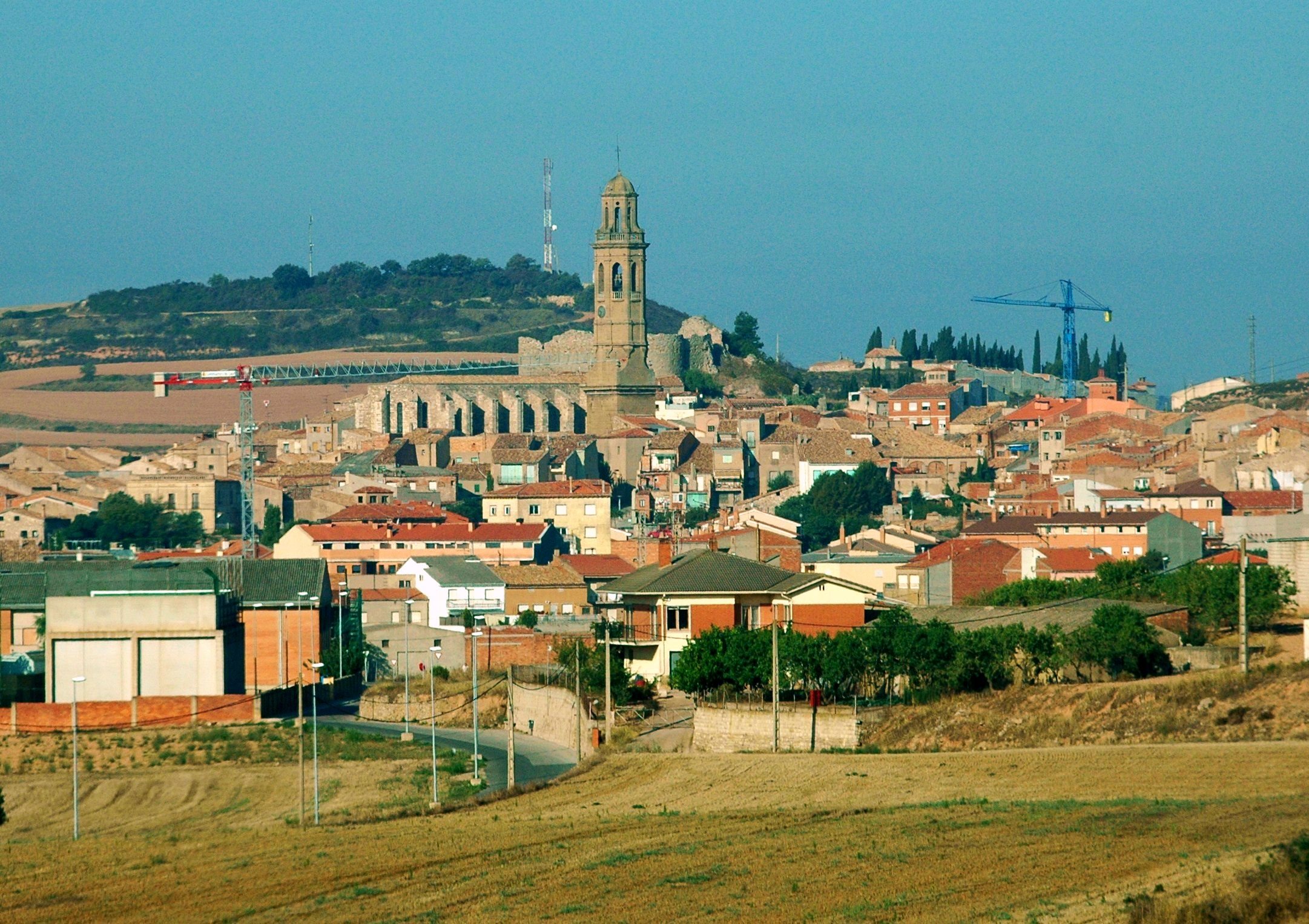
Calaf.

Limita al norte con el Solsonés, al oeste con la Segarra, Cuenca de Barberá y el Alto Campo, al sur con el Alto Panadés y al este con el Bajo Llobregat y el Bages.
La comarca actual difiere ligeramente de la considerada hasta hace unos años, resultado de la división comarcal de 1936, reformada en 1987. Por una ley de enero de 1990, la Generalidad de Cataluña modifica los límites de algunas comarcas, entre ellas la Noya. El municipio de Molsosa, de 26,72 km² y una población de 135 habitantes (1968), se segrega de la comarca de la Noya y se agrega a la comarca del Solsonés. El municipio de Molsosa está situado a caballo entre las comarcas de Noya, Solsonés y Bages, al oeste de la sierra de Castelltallat.
Está formada por tres unidades geográficas básicas, la Cuenca de Ódena, situada en la parte central, el altiplano de Calaf, conocido como la Alta Segarra, y la llanura de Montserrat, que es la parte que limita con Barcelona en el desfiladero de Capellades o zona de transición entre el Panadés, el valle del Bajo Llobregat y el Vallés. Fuera de estas tres unidades encontramos Bruch, que se encuentra una vez pasado el Puerto del Bruch, y La Llacuna, entre Montserrat y la llanura de Montserrat.
La mitad norte conforma la Alta Segarra, parte de la cual no quiere pertenecer a la de Noya sino a esta comarca histórica, y orbita hacia Cervera (Lérida) y Manresa (Barcelona), mientras que la mitad sur de Noya pertenece al territorio histórico del Penedès.

### Hidrografía
El Noya no es el único río que recorre la comarca. Por el norte encontramos el Llobregós, que recoge las aguas de un sector de la meseta de Calaf, hacia el Segre. El arroyo de Rajadell, afluente del Llobregat, penetra por el sector noreste, también en el altiplano de Calaf, al suroeste. El río Gayá entra en la comarca con la cuenca del arroyo de Bellprat.
El río Noya recoge las aguas de parte de la comarca mediante sus numerosos afluentes. Destacan los arroyos de Clariana, Tous y Carmen, por la derecha, o el río Ódena y el arroyo de Castellolí, por la izquierda. Las pequeñas dimensiones de la cuenca hidrográfica y la escasez de las precipitaciones hacen que el caudal del Noya sea muy reducido. Sin embargo, un aprovechamiento intensivo de sus aguas ha permitido, desde muy antiguo, la instalación de numerosos molinos papeleros, de paños y harineros y varias tenerías, punto de partida de la actual actividad industrial de la comarca.

### Clima

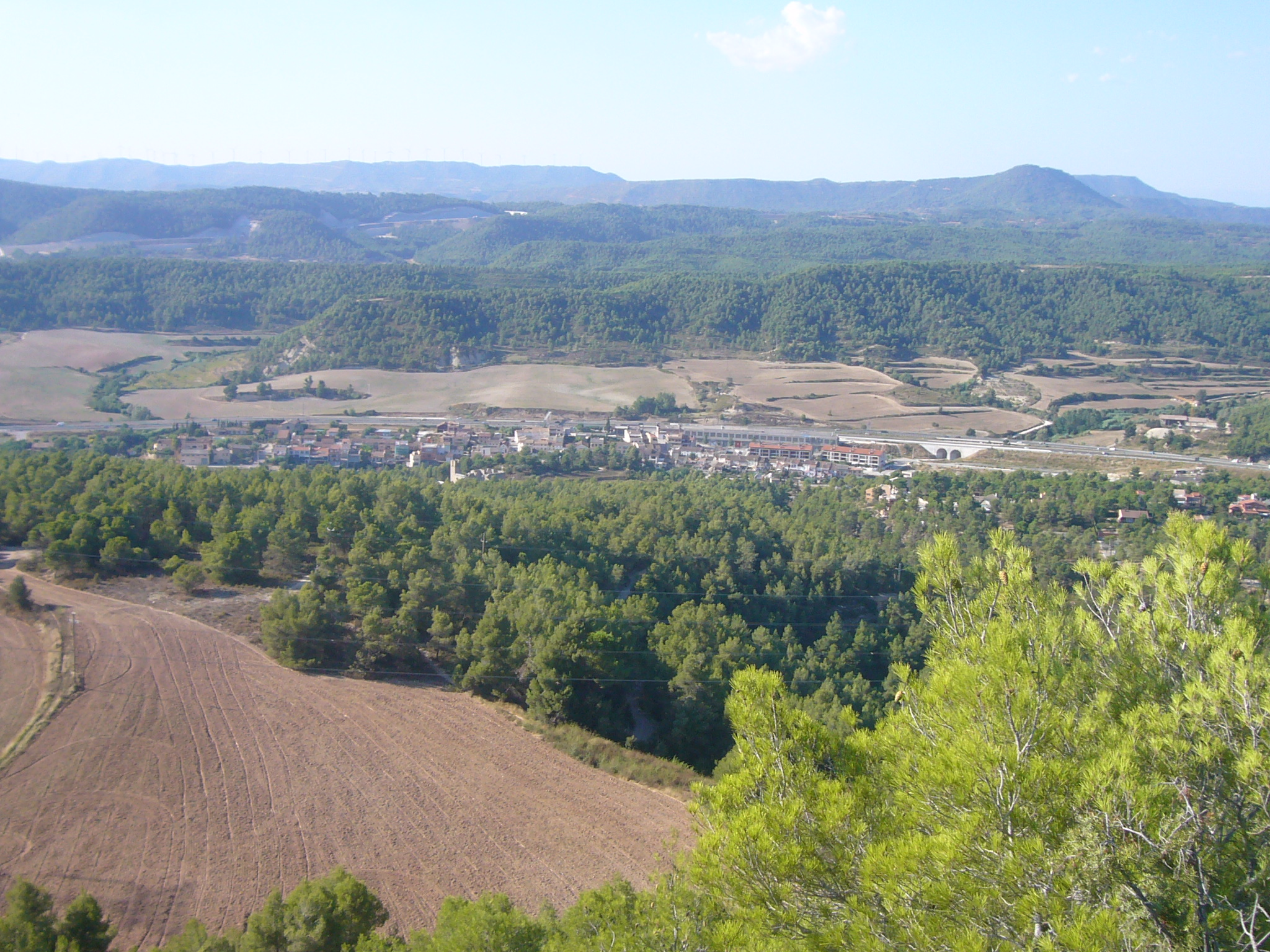
Castellolí.

El clima de la Noya es mediterráneo continental subhúmedo y de tipo Prelitoral Central. El conjunto de sierras de la Cordillera Prelitoral dificulta la entrada del aire templado marítimo procedente del Mediterráneo. Al fondo de la cuenca se forman a menudo nieblas en las madrugadas frescas de octubre a abril. Los veranos son secos y calurosos, sobre todo en la parte meridional. En la Meseta Central y en la llanura de Calaf el clima es, en general, más fresco. Los inviernos son muy fríos con heladas frecuentes, sobre todo en la zona de la Alta Segarra, donde a veces también nieva. No hay heladas de junio a septiembre.
Las temperaturas medias anuales oscilan entre 11 °C y 15 °C, más bajas en las laderas elevadas y mesetas, sobre todo en el altiplano de Calaf. Los inviernos son fríos a buena parte de la comarca, con medias de unos 6 °C, y muy fríos en el norte, con medias de unos 3 °C. Los veranos son calurosos, de entre 22 °C y 24 °C de media, causando una amplitud térmica anual elevada.
Las precipitaciones son en general escasas. De media la precipitación anual oscila entre los 550 mm en el norte y los 650 mm en el área de Montserrat y la sierra de Ancosa. Las estaciones lluviosas son las equinocciales (primavera y otoño) y las secas son el invierno y el verano. El invierno, sin embargo, es claramente la estación más seca en toda la comarca y el otoño la más húmeda. Solo ocasionalmente caen precipitaciones intensas en otoño. Al fondo de la cuenca se registra el fenómeno de sombra pluviométrica, que consiste en que llueve menos que en las montañas del entorno.

## Economía
La comarca de Noya es una comarca eminentemente industrial. Si observamos la distribución de la población por sector económico de ocupación, vemos un claro sesgo en lo que se refiere a ocupación industrial y servicios, mientras que el porcentaje de personas ocupadas en la agricultura y en la construcción son prácticamente análogos.
|          |      | Agricultura | Industria | Construcción | Servicios | Recuento |
| -------- | ---- | ----------- | --------- | ------------ | --------- | -------- |
| Noya     | 2001 | 2,1         | 42,1      | 10,6         | 45,2      | 42821    |
|          | 1996 | 2,8         | 49,1      | 7,0          | 41,0      | 32259    |
| Cataluña | 2001 | 2,5         | 25,2      | 10,4         | 62,0      | 2815126  |
|          | 1996 | 3,2         | 32,1      | 7,0          | 57,7      | 2204652  |

## Vías de comunicación

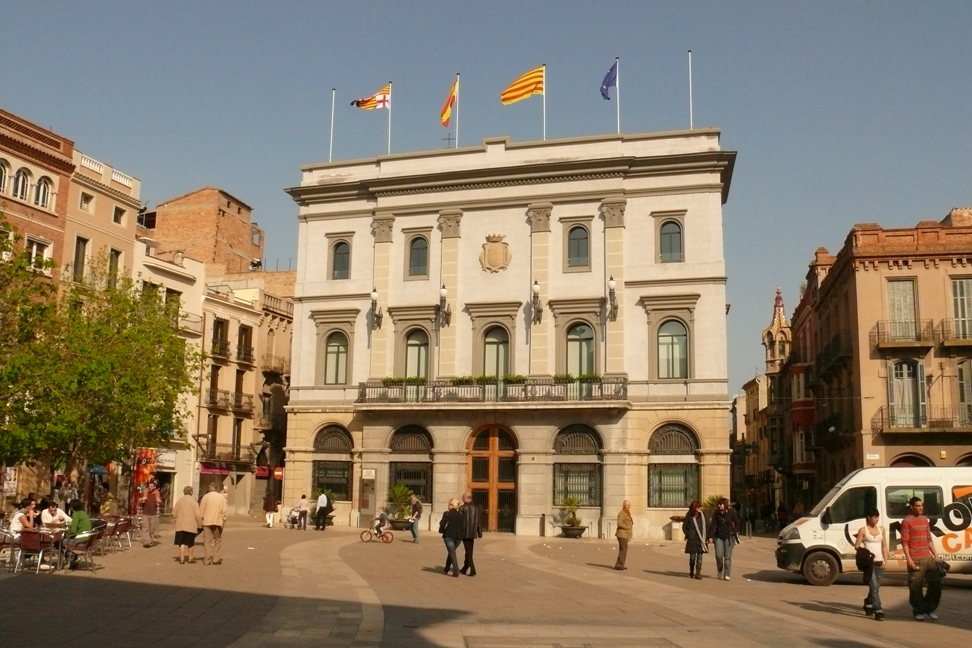
Ayuntamiento de Igualada

Las principales vías de comunicación que la cruzan son la autovía del Nordeste, el Eje Transversal, el Eje Valls-Olot (C-37) y el Eje Garraf-Noya (C-15).
Encontramos también 2 vías secundarias importantes, la C-1412a, que comunica con la zona de Calaf, y la B-244, que comunica Igualada con Martorell a través de Piera y Masquefa, entre otras.
La zona del altiplano de Calaf, es cruzada también por la línea de ferrocarril de Renfe que une Manresa y Zaragoza. Igualada, a su vez, está comunicada con Barcelona por un ferrocarril de vía estrecha de Ferrocarriles de la Generalidad de Cataluña. Está proyectado que el nuevo eje ferroviario diagonal Lérida-Gerona cruce la comarca por la zona de la cuenca de Ódena.

## Municipios
| Municipio                                               | Municipio                                               |
| ------------------------------------------------------- | ------------------------------------------------------- |
| Argensola (Argençola)                                   | Bellprat                                                |
| Bruch (El Bruc)                                         | Cabrera de Igualada (Cabrera d'Anoia)                   |
| Calaf                                                   | Calonje de Segarra (Calonge de Segarra)                 |
| Capellades                                              | Carme                                                   |
| Castellfullit de Riubregós (Castellfollit de Riubregós) | Castellolí                                              |
| Copóns (Copons)                                         | Igualada                                                |
| Jorba                                                   | La Llacuna                                              |
| La Pobla de Claramunt                                   | Masquefa                                                |
| Montmaneu                                               | Ódena (Òdena)                                           |
| Orpí                                                    | Piera                                                   |
| Pierola (Els Hostalets de Pierola)                      | Prats del Rey (Els Prats de Rei)                        |
| Pujalt                                                  | Rubió                                                   |
| San Martín de Tous (Sant Martí de Tous)                 | San Martín Sasgayolas (Sant Martí Sesgueioles)          |
| Salavinera (Sant Pere Sallavinera)                      | Santa Margarita de Montbuy (Santa Margarida de Montbui) |
| Santa María de Miralles (Santa Maria de Miralles)       | Torre de Claramunt (La Torre de Claramunt)              |
| Vallbona                                                | Veciana                                                 |
| Vilanova del Camí                                       |                                                         |

## Consejo comarcal
(2003-2007)
- PSC 10
- CIU 9
- ERC 4
- ICV 1
- PP 1

Presidente: Joan Vich Adzet
(2007-2011)

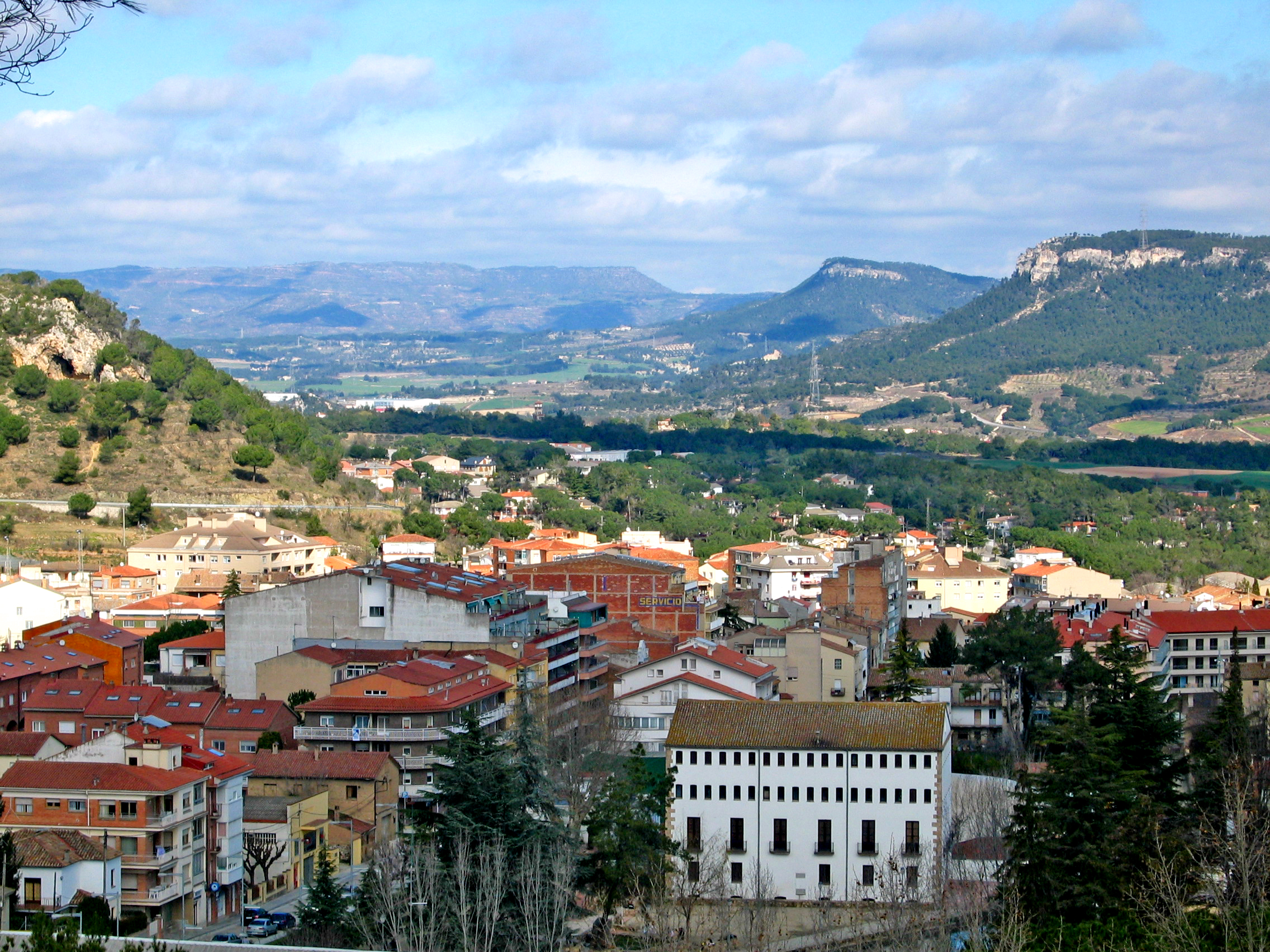
Capellades.

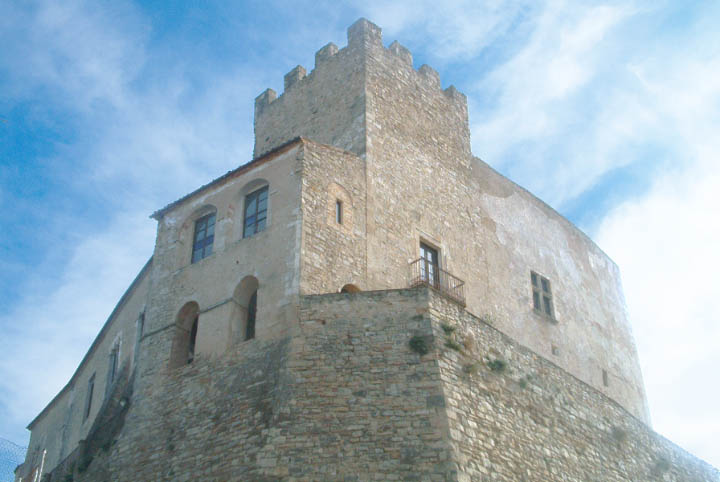
Castillo de San Martín de Tous.

A lo largo de la legislatura, la población ha superado los 100000 habitantes; como consecuencia, el pleno del consejo ha pasado 25 a 33 consellers.
- PSC 13
- CIU 11
- ERC 7
- ICV 1
- PP 1

Presidentes: Xavier Boquete Saiz (2007-2009)- Marc Castells Berzosa (2009-2011)
(2011-2015)
- PSC 9
- CIU 13
- ERC 7
- ICV 1
- PP 2
- PxC 1

Presidente: Xavier Boquete Saiz (2011- )